# Воннох, Роберт Уильям

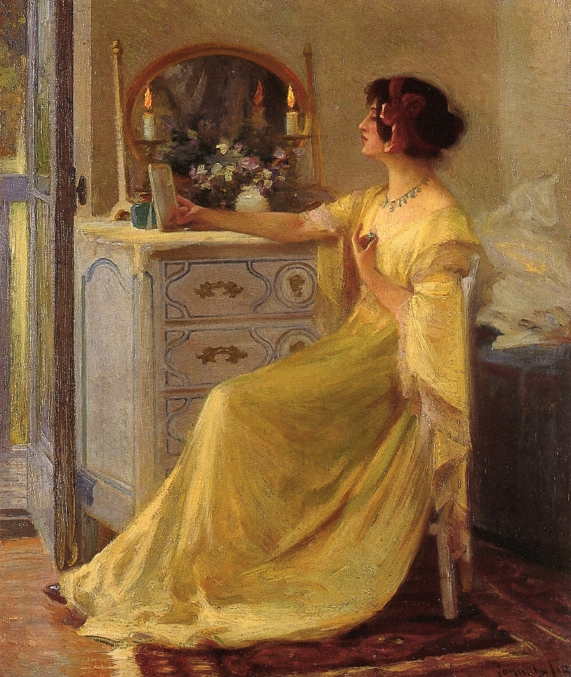
Портрет Бесси Воннох

Роберт Уильям Воннох (англ. Robert William Vonnoh; 1858—1933) — один из первых американских художников-импрессионистов, также педагог.

## Биография
Родился 17 сентября 1858 года в Хартфорде, штат Коннектикут.
Обучался в Бостоне в колледже Massachusetts College of Art and Design, затем — в Париже в Академии Жюлиана у Густава Буланже и Жюля Лефевра. В 1883 году вернулся в Бостон и преподавал здесь в школах Massachusetts College of Art and Design (1879—1881), Cowles Art School (1884—1885), School of the Museum of Fine Arts (1883—1887), а также в Филадельфии в Пенсильванской академии изящных искусств (1891—1896). Членом Национальной академии дизайна Воннох стал в 1906 году.
В 1887 году Роберт Воннох вновь отправился во Францию и поселился в городе Гре-сюр-Луэн, где проживала большая колония художников со всей Европы. Здесь и начал формироваться импрессионистский стиль его пейзажей. Затем он жил в Нью-Йорке, периодически посещая Гре-сюр-Луэн. С середины 1920-х годов из-за ухудшения зрения почти перестал писать. С 1899 года был женат на Бесси Воннох, американском скульпторе.
Умер 28 декабря 1933 года в Ницце, был похоронен на кладбище Duck River Cemetery города Олд-Лайм, штат Коннектикут, рядом с женой.

## Труды
Картины художника находятся во многих частных коллекциях и музеев, среди которых Метрополитен-музей в Нью-Йорке, музей Пенсильванской академии изящных искусств в Филадельфии, Indianapolis Museum of Art в Индианаполисе, Чикагский институт искусств в Чикаго и многие другие.

Некоторые работы
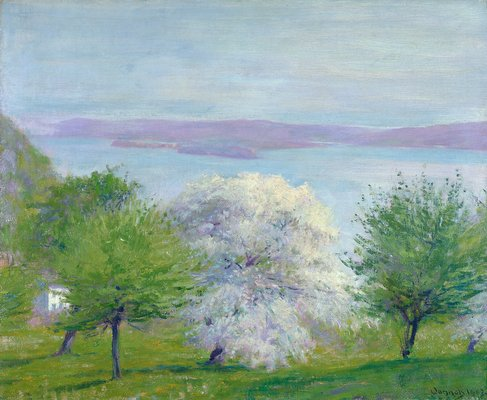
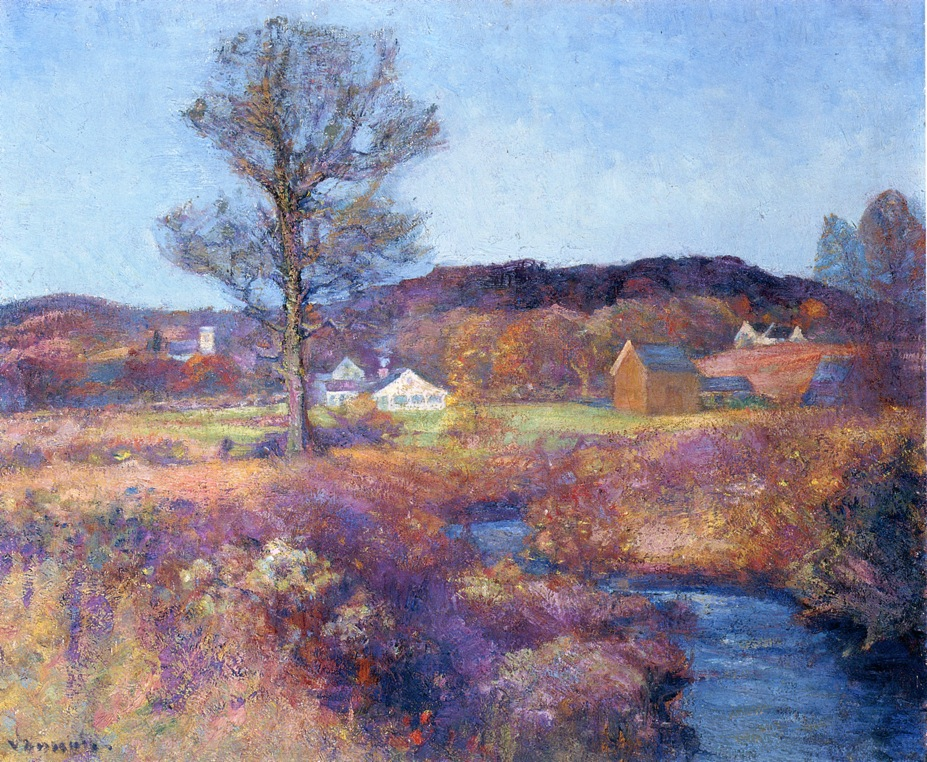
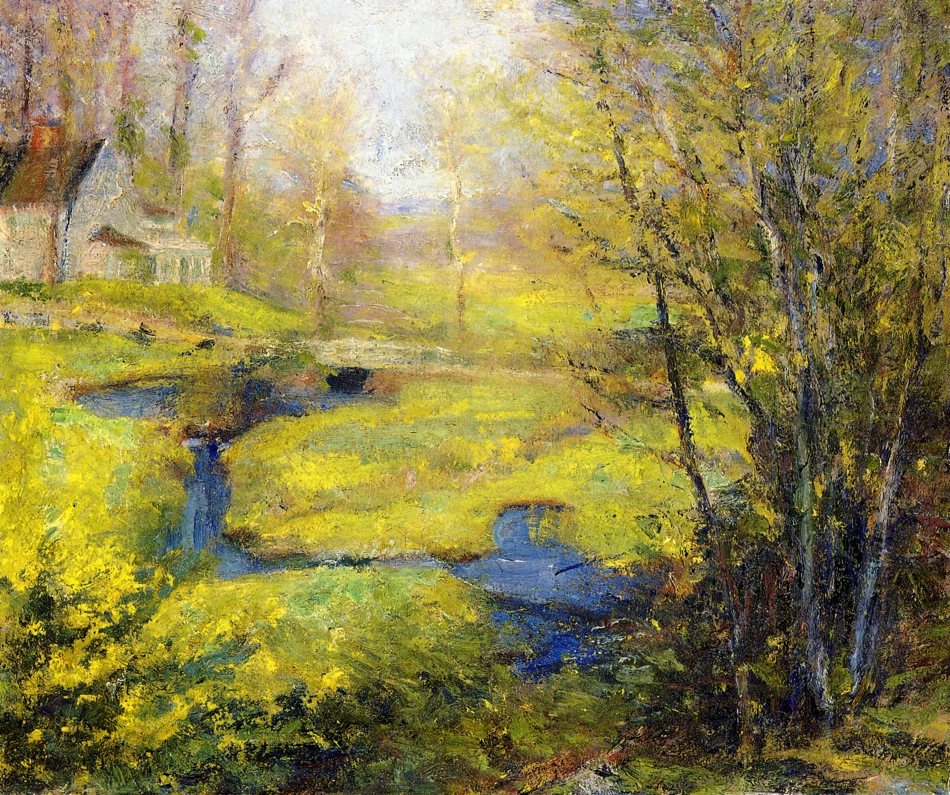